# Sphaeriothyrium filicinum
Sphaeriothyrium filicinum är en svampart som beskrevs av Bubák 1916. Sphaeriothyrium filicinum ingår i släktet Sphaeriothyrium, divisionen sporsäcksvampar och riket svampar.   Inga underarter finns listade i Catalogue of Life.